# Leichtathletik-Weltmeisterschaften 1997/10.000 m der Frauen
Der 10.000-Meter-Lauf der Frauen bei den Leichtathletik-Weltmeisterschaften 1997 wurde am 2. und 5. August 1997 im Olympiastadion der griechischen Hauptstadt Athen ausgetragen.
Weltmeisterin wurde die kenianische WM-Dritte von 1993 Sally Barsosio. Den zweiten Rang belegte die portugiesische Titelverteidigerin und Europameisterin von 1994 Fernanda Ribeiro, die über 5000 Meter außerdem 1995 Vizeweltmeisterin und Weltrekordinhaberin war. Hier wurde sie über 5000 Meter vier Tage später Dritte. Bronze ging an die Japanerin Masako Chiba.

## Bestehende Rekorde
| Weltrekord | 29:31,78 min | Wang Junxia | Peking, Volksrepublik China       | 8. September 1993 |
| WM-Rekord  | 30:49,30 min | Wang Junxia | WM 1993 in Stuttgart, Deutschland | 21. August 1993   |

Der bestehende WM-Rekord wurde bei diesen Weltmeisterschaften nicht eingestellt und nicht verbessert. Die Marke von 31 Minuten wurde nicht unterboten.
Die Irakerin Maysa Matrood stellte im zweiten Vorlauf am 2. August mit 35:44,93 min einen neuen Landesrekord auf.

## Vorrunde
Die Vorrunde wurde in zwei Läufen durchgeführt. Die ersten acht Athletinnen pro Lauf – hellblau unterlegt – sowie die darüber hinaus vier zeitschnellsten Läuferinnen – hellgrün unterlegt – qualifizierten sich für das Finale.

### Vorlauf 1

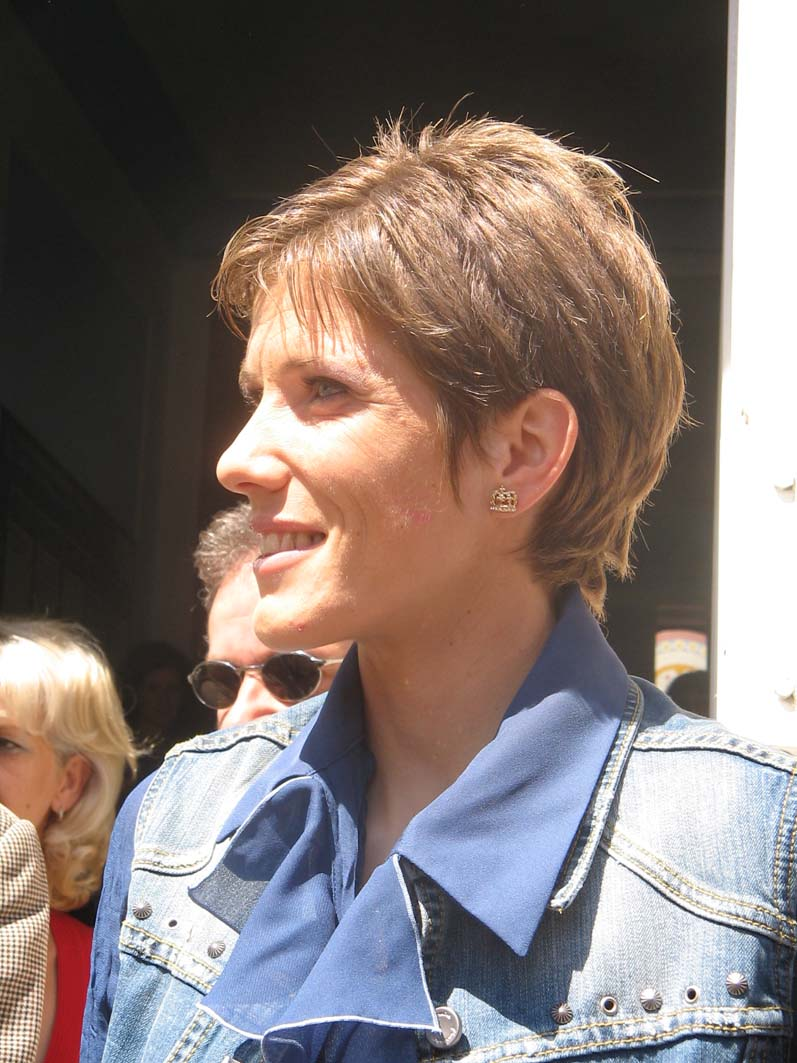
Für Olivera Jevtić reichte es mit Platz zehn in ihrem Vorlauf nicht ins Finale

2. August 1997, 20:50 Uhr
| Platz | Name                | Nation              | Zeit (min)  |
| ----- | ------------------- | ------------------- | ----------- |
| 1     | Nora Leticia Rocha  | Mexiko              | 33:07,09    |
| 2     | Annemari Sandell    | Finnland            | 33:07,50    |
| 3     | Ren Xiujuan         | Volksrepublik China | 33:08.12 SB |
| 4     | Silvia Sommaggio    | Italien             | 33:08.19    |
| 5     | Tegla Loroupe       | Kenia               | 33:08.20    |
| 6     | Chiemi Takahashi    | Japan               | 33:08.26    |
| 7     | Zahia Dahmani       | Frankreich          | 33:08.69    |
| 8     | Elana Meyer         | Südafrika           | 33:08.70    |
| 9     | Hrisostomía Iakóvou | Griechenland        | 33:14.86    |
| 10    | Olivera Jevtić      | BR Jugoslawien      | 33:18.42    |
| 11    | Derartu Tulu        | Äthiopien           | 33:25.99    |
| 12    | Gwyn Coogan         | USA                 | 34:06.34    |
| 13    | Yvonne Danson       | Singapur            | 37:19.51    |
| 14    | Esperanza Obono Ela | Äquatorialguinea    | 45:13.69    |
| DNF   | Marina Bastos       | Portugal            |             |
| DNF   | Nyla Carroll        | Neuseeland          |             |

### Vorlauf 2
2. August 1997, 21:35 Uhr
| Platz | Name               | Nation              | Zeit (min)  |
| ----- | ------------------ | ------------------- | ----------- |
| 1     | Berhane Adere      | Äthiopien           | 32:05.29 SB |
| 2     | Fernanda Ribeiro   | Portugal            | 32:05.65    |
| 3     | Sally Barsosio     | Kenia               | 32:05.68 SB |
| 4     | Gete Wami          | Äthiopien           | 32:05.73    |
| 5     | Masako Chiba       | Japan               | 32:05.76    |
| 6     | Yang Siju          | Volksrepublik China | 32:06.12 SB |
| 7     | Hiromi Masuda      | Japan               | 32:09,63    |
| 8     | Colleen De Reuck   | Südafrika           | 32:11,56    |
| 9     | Julia Vaquero      | Spanien             | 32:12,25    |
| 10    | Annette Peters     | USA                 | 32:14,08    |
| 11    | Chantal Dällenbach | Frankreich          | 33:39,40    |
| 12    | Marleen Renders    | Belgien             | 33:02,37    |
| 13    | Helena Sampaio     | Portugal            | 33:14.85    |
| 14    | Adriana Fernández  | Mexiko              | 33:40.09    |
| 15    | Kylie Risk         | Australien          | 33:56.48 SB |
| 16    | Maysa Matrood      | Irak                | 35:44,93 NR |

## Finale

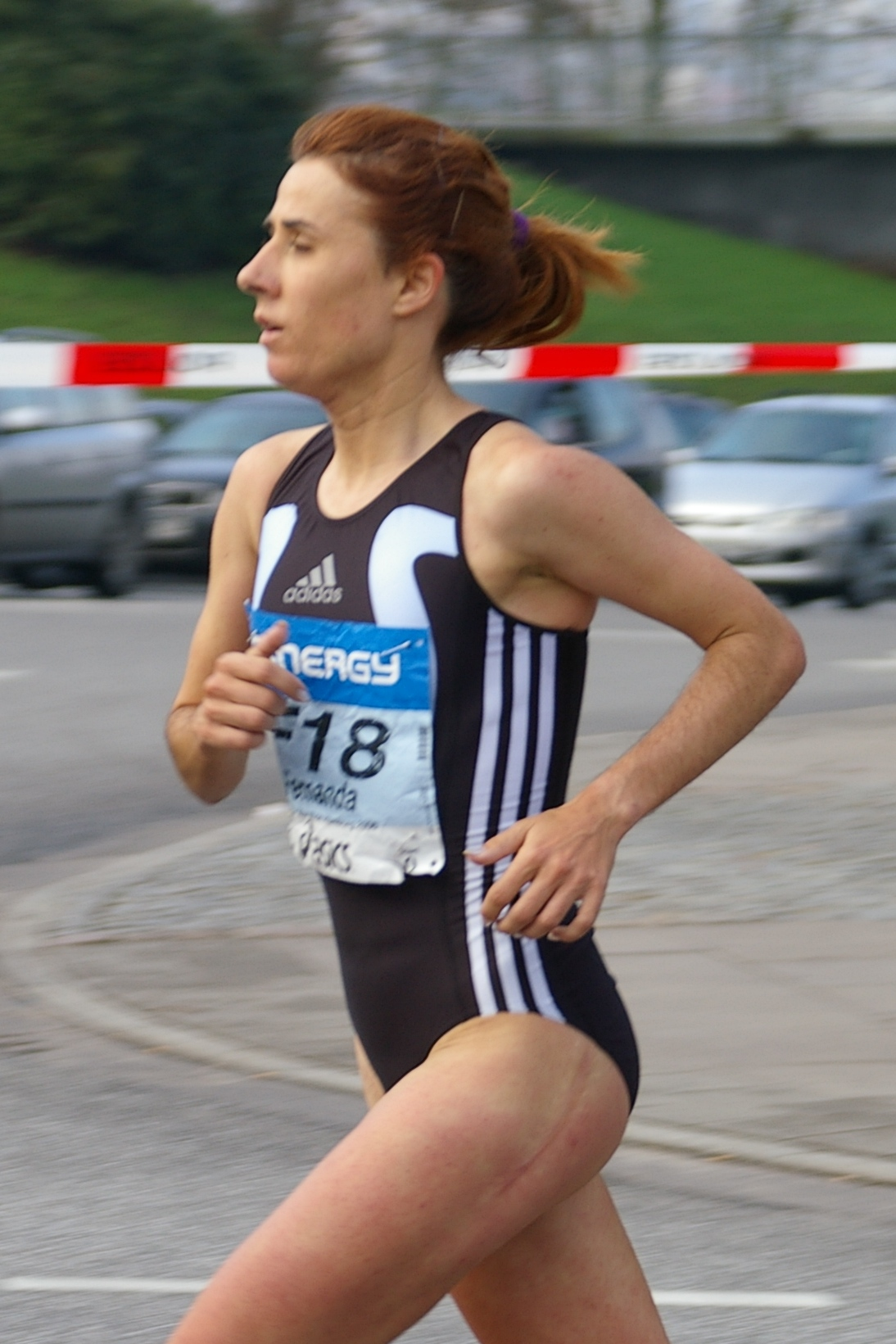
Die Titelverteidigerin und Europameisterin von 1994 Fernanda Ribeiro wurde Vizeweltmeisterin, über 5000 Meter war sie außerdem 1995 Vizeweltmeisterin und Weltrekordinhaberin – hier wurde sie über 5000 Meter vier Tage später Dritte

5. August 1997, 19:55 Uhr
| Platz | Name               | Nation              | Zeit (min)   |
| ----- | ------------------ | ------------------- | ------------ |
|       | Sally Barsosio     | Kenia               | 31:32,92 WJR |
|       | Fernanda Ribeiro   | Portugal            | 31:39,15 SB  |
|       | Masako Chiba       | Japan               | 31:41,93     |
| 04    | Berhane Adere      | Äthiopien           | 31:48,95 SB  |
| 05    | Ren Xiujuan        | Volksrepublik China | 31:50,63 SB  |
| 06    | Tegla Loroupe      | Kenia               | 32:00,93     |
| 07    | Yang Siju          | Volksrepublik China | 32:01,61 SB  |
| 08    | Colleen De Reuck   | Südafrika           | 32:03,81 SB  |
| 09    | Silvia Sommaggio   | Italien             | 32:16,92     |
| 10    | Chiemi Takahashi   | Japan               | 32:23,61     |
| 11    | Nora Leticia Rocha | Mexiko              | 32:34,58     |
| 12    | Julia Vaquero      | Spanien             | 32:36,91     |
| 13    | Annette Peters     | USA                 | 32:43,38     |
| 14    | Chantal Dällenbach | Frankreich          | 32:51,20     |
| 15    | Annemari Sandell   | Finnland            | 33:00,11     |
| 16    | Hiromi Masuda      | Japan               | 33:03,14     |
| 17    | Elana Meyer        | Südafrika           | 33:05,82 SB  |
| DNF   | Marleen Renders    | Belgien             |              |
| DNF   | Zahia Dahmani      | Frankreich          |              |
| DNF   | Gete Wami          | Äthiopien           |              |

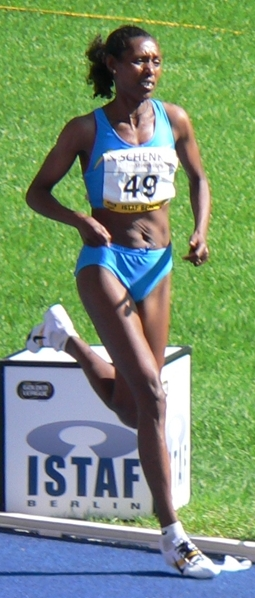
Berhane Adere blieb als Vierte diesmal noch ohne Medaille, später sammelte sie mehrfach Edelmetall
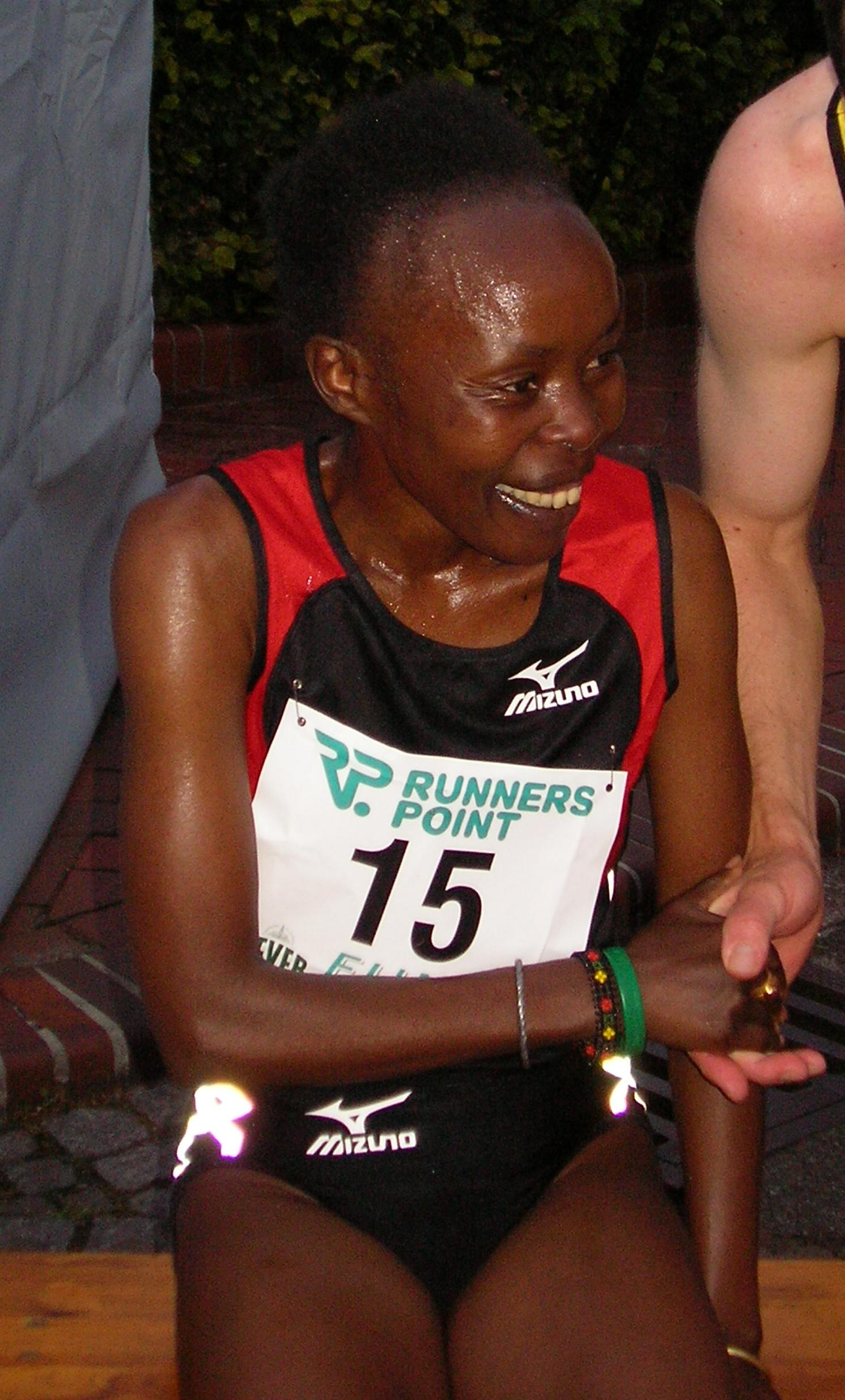
Die hier fünftplatzierte Tegla Loroupe war später vor allem auf den langen Straßendistanzen erfolgreich
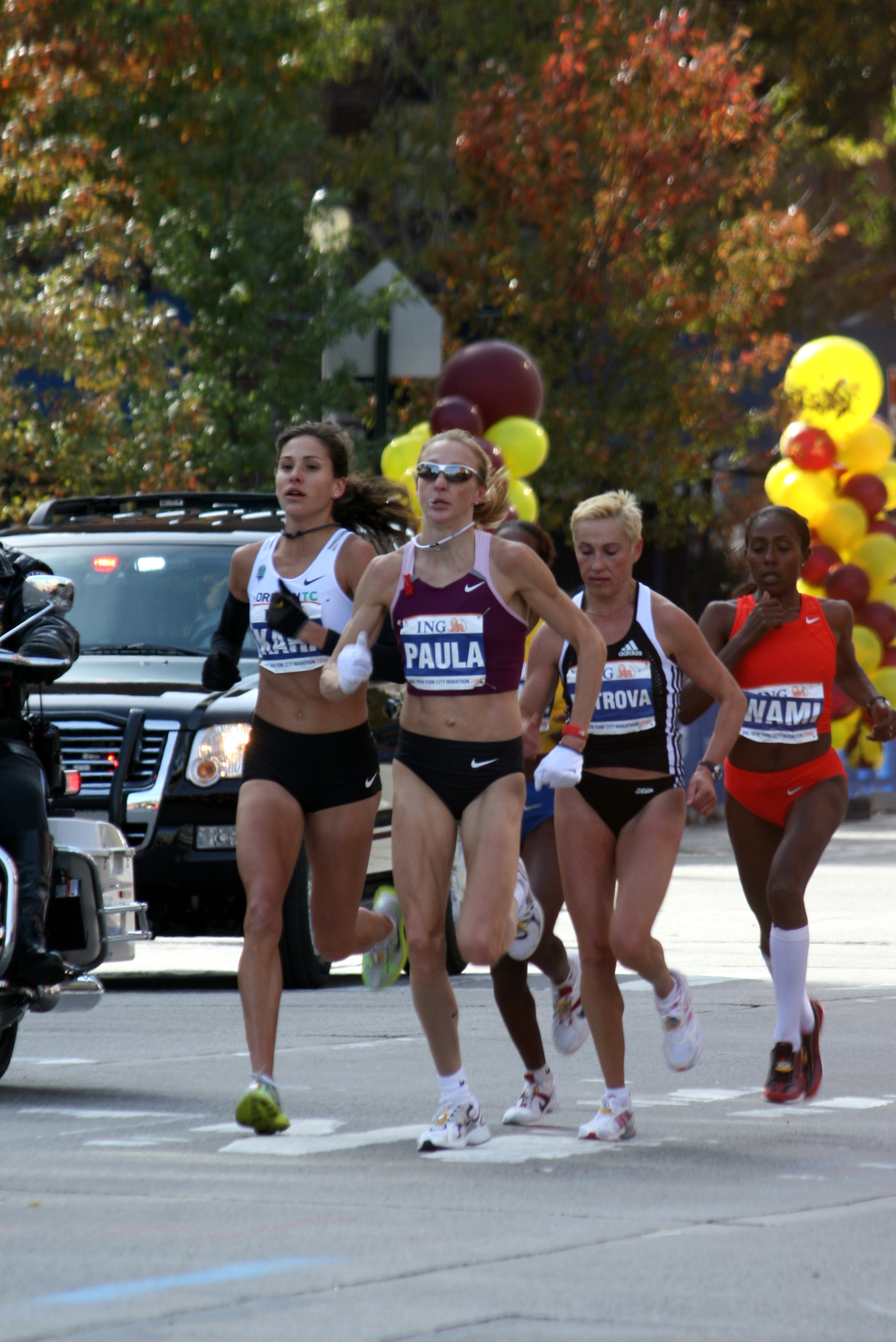
Gete Wami (hier an vierter Stelle in Rot bei einem Marathon) gab das Rennen vorzeitig auf, auch sie war in den kommenden Jahren sehr erfolgreich